# Иссэй
Иссэй (яп. 一世, букв. первое поколение) — термин японского языка, используемый в странах Северной и Южной Америки для обозначения японских иммигрантов. Эмигранты или иммигранты кто родился в Японии называются иссэй, а их дети родившиеся в новой стране нисэй (второе поколение). Внуки переселенцев-иссэй называются сансэй (третье поколение).
Характер и уникальность этого термина признаны в социальной истории.

## История
Самая первая группа японских эмигрантов поселилась в Мехико в 1897 году.
Иммиграция японцев в Бразилию началась в 1908 году. На сегодня, созданная ими община является крупнейшей общиной японцев, проживающих за рубежом, составляя около 1,5 миллиона бразильцев. Другие крупные общины японских переселенцев существуют в США, Канаде и Перу.
В 1930-х годах, термин иссэй вошёл в обиход, заменив слово "иммигрант" (яп. 移住者 идзю:ся). Это изменение в употреблении отражало эволюцию взглядов переселенцев на самих себя. Термин включал в себя идею принадлежности к новой стране.

## Культурный профиль
Термин «никкэй» был создан социологами в начале 20-го века. Он включает всех японских иммигрантов и их потомков. Переселенцы-иссэй родились в Японии, и культурно были японцами, но их дети, внуки и правнуки росли со взглядами, отличными от их родителей. Хотя эмигранты и сохраняют связь с Японией, они обрели свой дом в странах, далеко от родины.
| Поколение     | Описание                                                                                   |
| ------------- | ------------------------------------------------------------------------------------------ |
| Иссэй (一世)  | Поколение людей родившееся в Японии, кто иммигрировал в другую страну                      |
| Нисэй (二世)  | Поколение людей родившееся в любой стране вне Японии хотя бы от одного из родителей-иссэев |
| Сансэй (三世) | Поколение людей родившееся хотя бы от одного из родителей-нисэев                           |
| Ёнсэй (四世)  | Поколение людей родившееся хотя бы от одного из родителей-сансэев                          |
| Госэй (五世)  | Поколение людей родившееся хотя бы от одного из родителей-ёнсэев                           |

1. ↑  Numrich, Paul David. North American Buddhists in Social Context (англ.). — 2008. — P. 110. — ISBN 9789004168268.
2. ↑  Japan-Mexico Relations. Ministry of Foreign Affairs (MOFA). Дата обращения: 22 июля 2024. Архивировано 14 февраля 2020 года.
3. ↑  Japan-Brazil Relations. Ministry of Foreign Affairs (MOFA). Дата обращения: 22 июля 2024. Архивировано 13 октября 2019 года.
4. ↑  McLellan, Janet. Many Petals of the Lotus: Five Asian Buddhist Communities in Toronto (англ.). — 1999. — P. 36. — ISBN 9780802082251.